# ユニバーサル・スタジオ・モスクワ
ユニバーサル・スタジオ・モスクワ（露: универсальные студии、英: Universal studios Moscow）は、NBCユニバーサル（ユニバーサル・パークス&リゾーツ）がロシアのモスクワで開園予定の屋内型テーマパークである。

## 概要
ユニバーサル・スタジオ・パークは主にアメリカと日本などのアジアにあったが、今回の計画は初のヨーロッパ進出となる。
コムキャストNBCユニバーサルは、モスクワのガラクティカ・パーク・プロジェクトの一部として開発される屋内型テーマパークの計画を発表している。
世界にあるユニバーサル・スタジオ・ジャパンやユニバーサル・オーランド・リゾート、ユニバーサル・スタジオ・ハリウッドのような屋外型テーマパークではなく、ナムコ・ナンジャタウンのような大型の屋根に覆われている室内型テーマパークで5つのアトラクションを制作し、2018年にモスクワにてグランドオープン予定。その後、延期された。

## 開業までの経緯
ユニバーサル・スタジオ・モスクワは親会社のユニバーサル・パークス&リゾーツ側は当初の投資額として2,500億円としていた。
当初、USJ、USH、UORのようなアトラクションなどがあるテーマパークに、プールなどのウォーター・パーク、商業施設、コンベンション・センター、公式ユニバーサル・ホテルが約2棟ほどが計画されており、早ければ2014年に着工し、2018年のグランドオープンを目指しているという発表があった。その後、2018年前半から設計する予定であると、建設会社の関係者が報道メディアに語った。さらに、建設場所を変更したことを伝えた。

## 沿革
- - 時期未定 - オープン予定